# Myotis yanbarensis
Myotis yanbarensis is een vleermuis uit het geslacht Myotis die voorkomt op het noordelijke deel (Yanbaru) van het Japanse eiland Okinawa. Deze soort is waarschijnlijk verwant aan Myotis pruinosus en Myotis montivagus, hoewel hij meer lijkt op soorten als de baardvleermuis en Myotis ikonnikovi. Er zijn slechts twee exemplaren bekend.
Myotis yanbarensis is een middelgrote soort met een zachte vacht. De vacht is zwart. De staart is lang. De kop-romplengte van de twee exemplaren bedraagt respectievelijk 43 en 41,5 mm, de staartlengte 46 mm, de oorlengte 14 en 14,5 mm, de lengte van de tragus 7 en 7 mm, de voorarmlengte 37,5 en 36,5 mm, de tibialengte 17 en 16,5 mm en de achtervoetlengte zonder klauw 8 en 7,5 mm en met klauw 10 en 9,5 mm.